# 하이윤 플라자 1
하이윤 플라자는 중국 르자오에 공사중인 마천루이다.